# Janis Janulis
Janis Janulis (gr. Γιάννης Γιαννούλης; ur. 5 czerwca 1976 w Toronto) – kanadyjski koszykarz, posiadający także greckie obywatelstwo, występujący na pozycjach silnego skrzydłowego oraz środkowego, aktualnie zawodnik Akrata Achaias.

## Osiągnięcia
Stan na 27 lipca 2020, na podstawie, o ile nie zaznaczono inaczej.
Drużynowe
- Mistrz:
  - Euroligi (2002)
  - Ukrainy (2005)
- Wicemistrz:
  - Pucharu Saporty (1996)
  - EuroChallenge (2005)
  - Grecji (1998, 2000)
- Brąz ligi greckiej (1997, 1999, 2001, 2002, 2007, 2008)
- Zdobywca Pucharu:
  - Koracia (1994)
  - Grecji (1995, 1999)

Indywidualne
- Uczestnik:
  - greckiego meczu gwiazd (1996 (II), 1997, 1999, 2004, 2008)
  - meczu gwiazd EuroChallenge (2005)
- Zaliczony do II składu Euroligi (2001)

Reprezentacja
Seniorów
- Uczestnik mistrzostw Europy (1997  – 4. miejsce, 1999 – 16. miejsce, 2001 – 9. miejsce)

Młodzieżowe
- Mistrz Europy U–16 (1993)
- Uczestnik:
  - mistrzostw Europy U–22 (1996 – 6. miejsce)
  - mistrzostw Europy U–18 (1994 – 6. miejsce)